# Brouwerij Mortal's Beers
De Brouwerij Mortal's Beers is een voormalige Belgische brouwerij te Jamagne. Men startte met brouwen in 1997 maar het eerste officiële brouwsel werd gebrouwen op 4 maart 2003. De brouwerij staakte op 8 juni 2008 de activiteiten. 

## Bieren[1]
- Yelow Mortal
- Kool Mortal
- Black Mortal
- Christmas Mortal
- Season Mortal
- Sun Mortal